# Windmotor Oudega 2
De Windmotor Oudega is een poldermolen bij het Friese dorp Oudega, dat in de Nederlandse gemeente Smallingerland ligt. De molen is een middelgrote Amerikaanse windmotor. Hij heeft een windrad van 18 bladen. In welk jaar de molen werd gebouwd is niet bekend. De windmotor staat ten westen van Oudega aan de Geau. Hij is niet te bezichtigen.